# Сичилиано, Барбара
Барбара Сичилиано (итал. Barbara Siciliano, 19 сентября 1972, Сан-Ремо, Лигурия — 12 июня 2025, Лаванья, Лигурия) — итальянская волейболистка. Она входила в состав женской сборной Италии по волейболу.

## Биография
Сичилиано родилась в Сан-Ремо; она начала свою карьеру в клубе «Ривьера дей Фьори», а затем переехала в Модену, где провела пять сезонов и выиграла женский Кубок CEV. Она участвовала в чемпионате мира по волейболу среди женщин FIVB 1994 года. После ухода из игроков в 2010 году она переехала в Милан, где стала тренером молодёжной команды Pro Patria.
Сичилиано умерла от проблем с сердцем в возрасте 52 лет. Она была замужем и имела двух дочерей, обе — волейболистки.